# Philipp Fürst
Philipp Fürst (Alemania, 8 de noviembre de 1936-6 de noviembre de 2014) fue un gimnasta artístico alemán medallista de bronce olímpico en 1954 en el concurso por equipos.

## Carrera deportiva
En los JJ. OO. de Tokio 1964 ganó el bronce en el concurso por equipos, representando al Equipo Unificado Alemán, quedando situados en el podio tras Japón y la Unión Soviética y siendo sus compañeros: Siegfried Fülle, Erwin Koppe, Klaus Köste, Günter Lyhs y Peter Weber.